# Falcidius lyra
Falcidius lyra är en insektsart som beskrevs av Berg 1883. Falcidius lyra ingår i släktet Falcidius och familjen sköldstritar. Inga underarter finns listade i Catalogue of Life.